# Selworthy
Selworthy är en ort och civil parish i Storbritannien.   Den ligger i grevskapet Somerset och riksdelen England, i den södra delen av landet, 240 km väster om huvudstaden London. Selworthy ligger 153 meter över havet och antalet invånare är 477.
Terrängen runt Selworthy är huvudsakligen kuperad, men norrut är den platt. Havet är nära Selworthy norrut. Runt Selworthy är det ganska glesbefolkat, med 48 invånare per kvadratkilometer. Närmaste större samhälle är Minehead, 4,6 km öster om Selworthy. I omgivningarna runt Selworthy växer i huvudsak blandskog.